# Estimation de Fermi

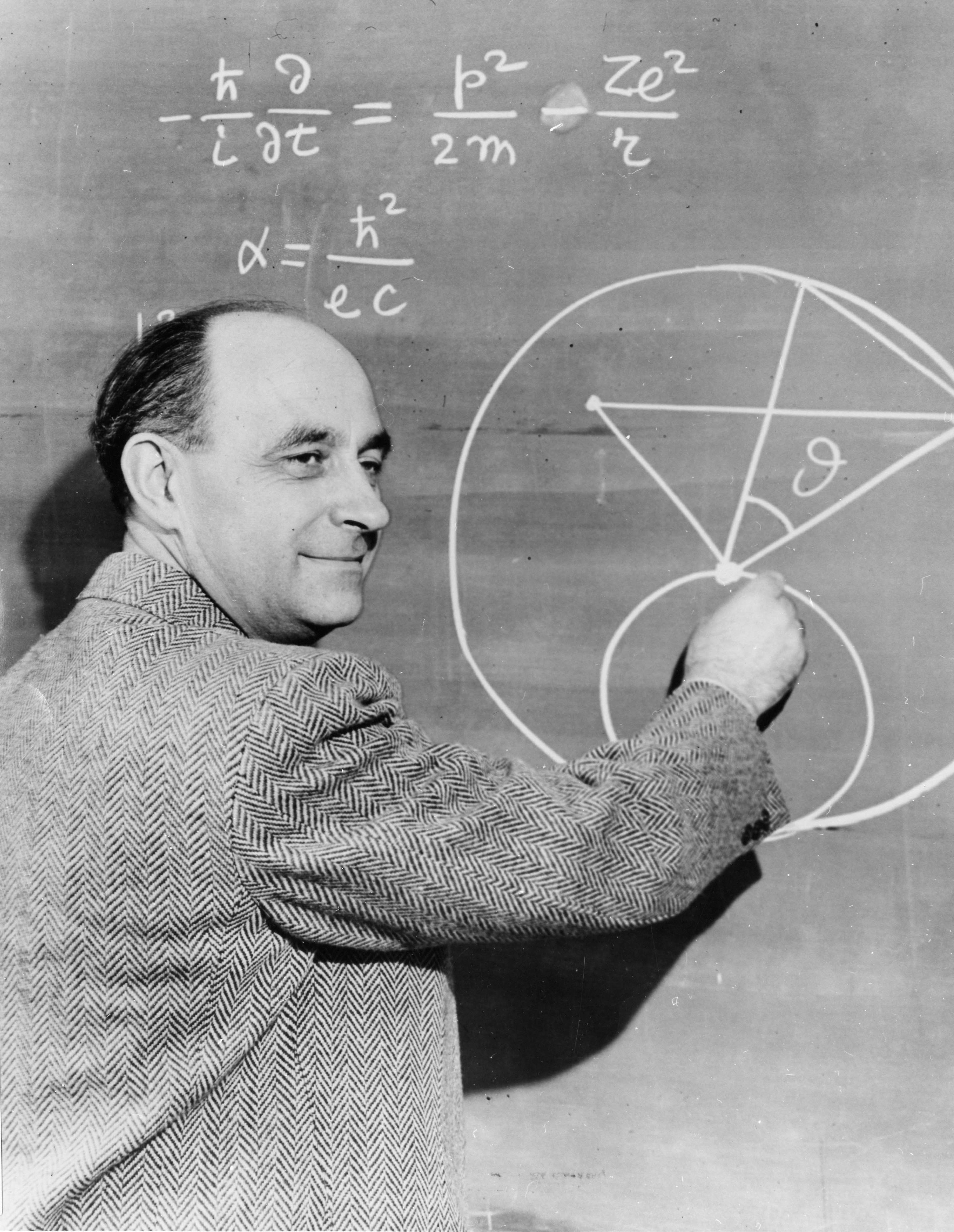
Enrico Fermi

En physique et d'autres sciences, une estimation de Fermi ou problème de Fermi, encore appelée question de Fermi ou exercice de Fermi, est un problème d'estimation conçu pour enseigner la manière de faire des approximations correctes, sans données précises mais à partir d'hypothèses judicieusement choisies.
Le nom de ce genre d'estimation vient du physicien du XXe siècle Enrico Fermi, qui aimait poser ce genre de questions à ses étudiants.
En anglais, on appelle aussi ce genre d'estimation « back of the envelope calculation », calcul ou estimation « au dos de l'enveloppe » (expression traduite en français par « calcul de coin de table »), ceci faisant référence à la manière rapide d'effectuer un calcul grossier sur le premier bout de papier qui vous tombe sous la main en vue d'obtenir un résultat approximatif.
Fermi était connu pour son habileté à faire de bons calculs d'approximation avec peu de données précises (voire aucune).
Pendant l'essai atomique de Trinity, lors duquel la première bombe atomique de l'histoire a explosé, il fit ainsi une estimation rapide de la puissance de l’explosion : il avait déchiré une feuille de papier en petits morceaux, et d'après la distance de deux mètres et demi à laquelle ces bouts de papier avaient été emmenés par le souffle, il en déduisit une bonne approximation de 10 kilotonnes de T.N.T.

## Exemple: un problème de Fermi
Le  problème des accordeurs de piano est un problème de Fermi classique, qu’on attribue en général à Fermi lui-même :

« Combien y a-t-il d’accordeurs de piano à Chicago ? »

La solution classique consiste à multiplier une série d’estimations, ce qui mène à une réponse acceptable si les estimations sont raisonnables.
Une des particularités de ces problèmes étant qu’en général, les données sont à estimer par soi-même, contrairement aux problèmes élémentaires du même genre où les données sont dictées par l’énoncé.
Par exemple, on peut prendre les estimations suivantes :
- il y a approximativement cinq millions d’habitants à Chicago ;
- en moyenne, il y a deux personnes par foyer ;
- en gros, un foyer sur vingt possède un piano qu’il faut accorder régulièrement ;
- les pianos accordés régulièrement sont accordés à peu près une fois par an ;
- un accordeur de piano met à peu près deux heures pour accorder un piano, en comptant le temps de déplacement ;
- un accordeur de piano travaille huit heures par jour, cinq jours par semaine, cinquante semaines par an ;

À l’aide de ces estimations, on peut effectuer les calculs suivants : 
- 5 millions d’habitants divisés par 2 personnes par foyer = 2,5 millions de foyers ;
- à chaque fois qu’il y a 20 foyers, il y a un piano, on divise 2,5 millions par 20 =   125 000 pianos accordés chaque année ;
- dans une année, l’accordeur travaille 50 semaines multipliées par 5 jours multipliés par 8 heures : 2 000 heures ;
- comme il accorde un piano en 2 heures, il accordera 1 000 pianos par an.
- comme il y a 125 000 pianos à accorder, il faudrait environ 125 accordeurs de pianos à Chicago.

On peut discuter la pertinence de chaque nombre choisi ici, trouver telle ou telle évaluation exagérée ou trop faible, l’essentiel dans ce genre de problèmes est d’arriver, malgré les erreurs d'approximation successives, à un ordre de grandeur raisonnable. On peut aussi compter sur le fait que les différentes erreurs d’estimation se compensent entre elles pour équilibrer le résultat. De fait, il y a 190 accordeurs de piano à Chicago[réf. nécessaire].

## Avantages
Les scientifiques font parfois ce genre d’estimation avant de se tourner vers des méthodes plus sophistiquées pour obtenir des réponses précises.
Cela permet de vérifier la vraisemblance des résultats : parfois la complexité de certains calculs peut aider à dissimuler des erreurs importantes. Si une estimation grossière a été faite en amont, elle permet de se rendre compte si le résultat précis est cohérent. Il est d'ailleurs préférable de faire l’estimation approximative « avant », car si elle est effectuée après, le fait de connaître le résultat du calcul précis pourrait biaiser l’estimation.
Les estimations de Fermi sont utilisées aussi pour approcher des problèmes dans lesquels le choix optimal de la méthode de calcul dépend de la taille attendue du résultat. Par exemple, une estimation de Fermi peut indiquer si les contraintes internes d’une structure sont assez faibles pour être décrites par élasticité linéaire.

## Justifications
Les estimations de Fermi sont relativement peu éloignées de calculs précis car l’estimation de chaque terme est relativement proche de la réalité, de plus, les sur-estimations et sous-estimations peuvent se compenser. Ainsi, s’il n’y a pas de biais systématique, une estimation de Fermi impliquant la multiplication de plusieurs facteurs estimés (tel que le nombre d’accordeurs de piano à Chicago ci-dessus) sera plus précise que l’on aurait pu imaginer.
Multiplier des estimations revient à ajouter leur logarithmes, et l’on obtient quelque chose de similaire à un processus de Wiener ou une marche aléatoire en échelle logarithmique, se propageant en {\displaystyle {\sqrt {n}}} (où n est le nombre de termes). En probabilités discrètes, le nombre de sur-estimations moins le nombre de sous-estimations suit une loi binomiale. En probabilités continues, si l’on prend une estimation de Fermi à n termes, ou n étapes, avec un écart-type de σ unités en échelle logarithmique par rapport aux valeurs prises, alors l’estimation finale aura un écart-type de {\displaystyle \sigma ^{\sqrt {n}}}, puisque l’écart-type d’une somme progresse avec la racine carrée du nombre de termes.
Par exemple, pour une estimation de Fermi en 9 étapes, avec à chaque étape une sur-estimation ou sous-estimation d’un facteur au plus 2 (ou, avec un écart-type de 2), alors, après les 9 étapes, l’erreur standard aura cru d’un facteur logarithmique de {\displaystyle {\sqrt {9}}=3}, donc de 23 = 8. On peut donc espérer avoir une estimation qui est entre 1⁄8 et 8 fois la valeur correcte, c’est-à-dire du bon ordre de grandeur, ce qui est bien meilleur que le pire cas qui est une erreur d’un facteur 29 = 512 (soit 2.71 ordres de grandeurs). Si l’on a une estimation avec moins de termes ou plus précis, l’estimation finale en sera d’autant meilleure.